# Estación Central de Utrecht
La Estación Central de Utrecht (en neerlandés: Utrecht Centraal) es la principal estación ferroviaria de la ciudad neerlandesa de Utrecht.

## Historia

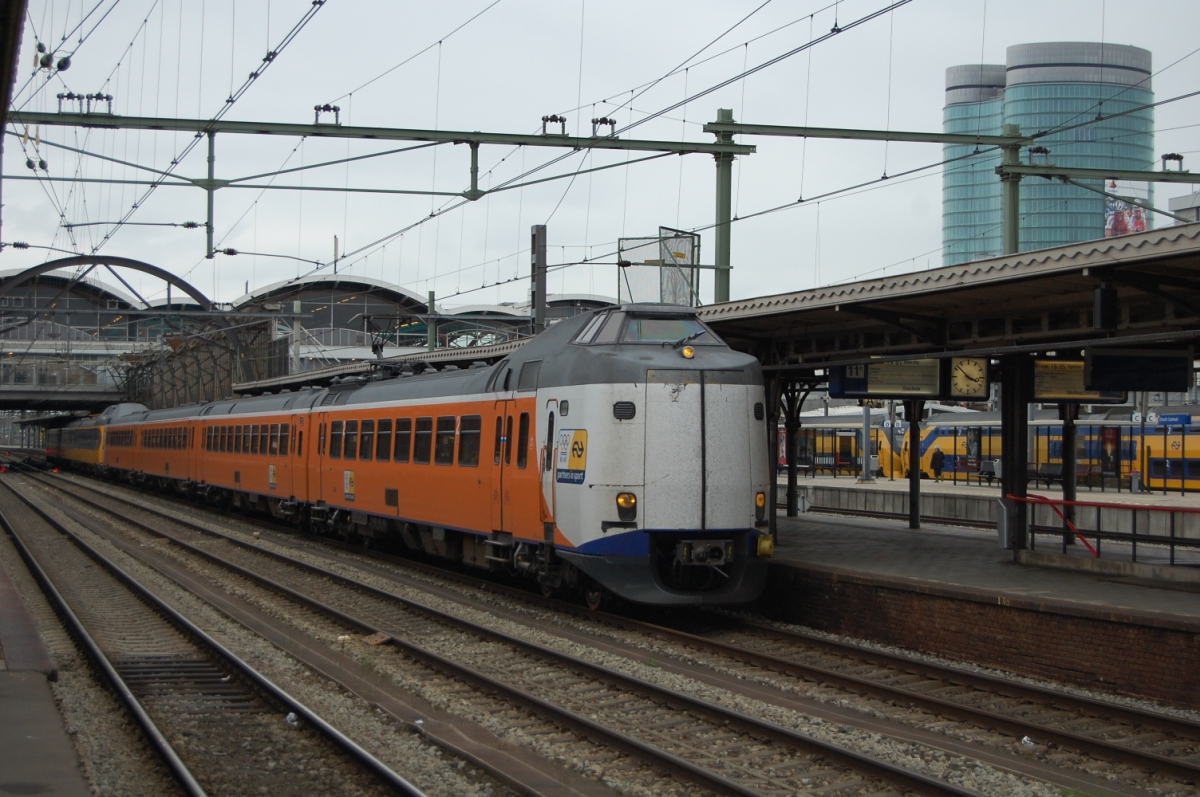
Vías y andenes de la estación

La primera estación en Utrecht fue abierta en 1843, cuando la compañía  Nederlandsche Rhijnspoorweg-Maatschappij procedió a extender el ferrocarril hasta esta ciudad.
En 1938 se convirtió en la principal estación ferroviaria de la ciudad de Utrecht.

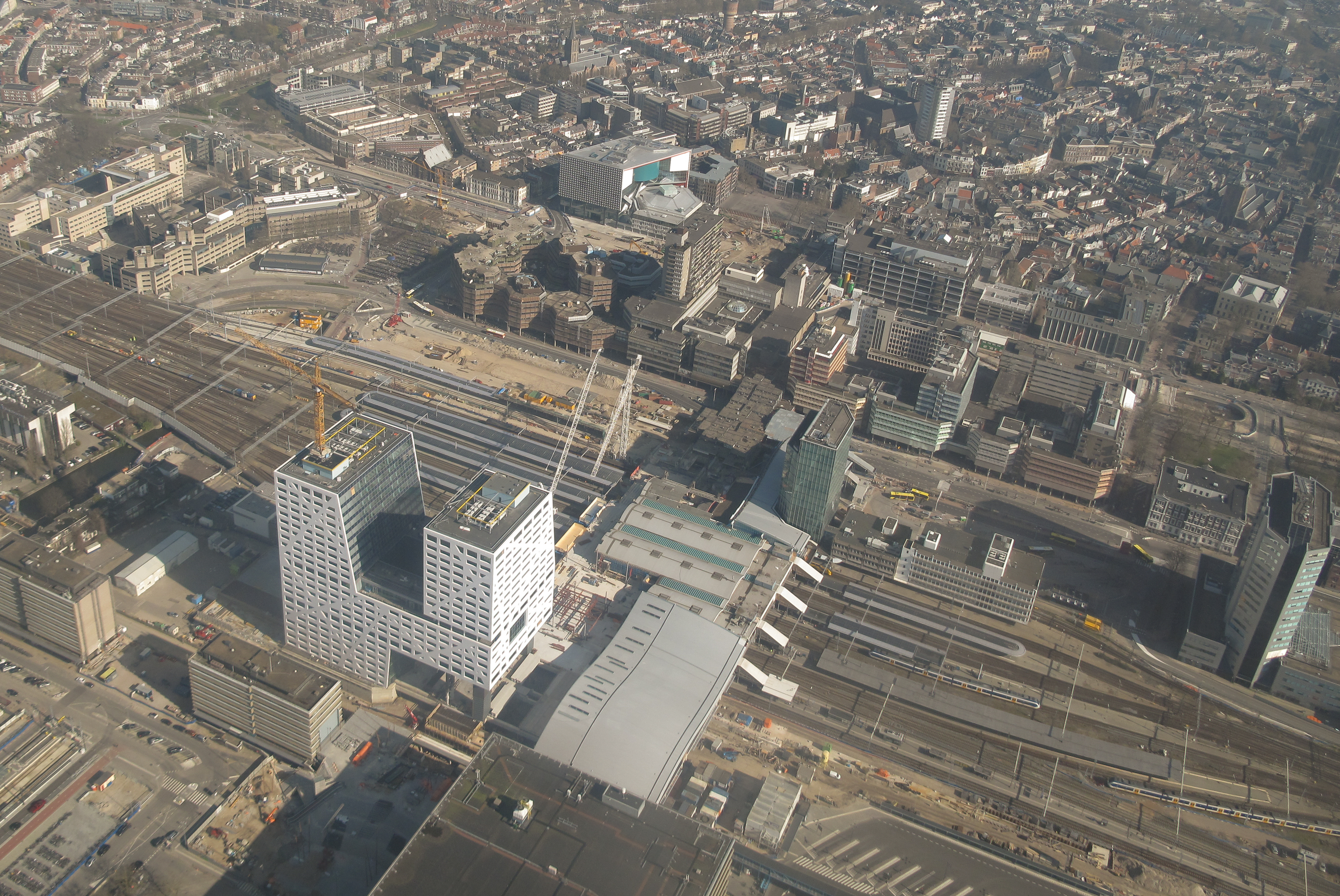
Estación Utrecht-Central desde avion

## Servicios ferroviarios

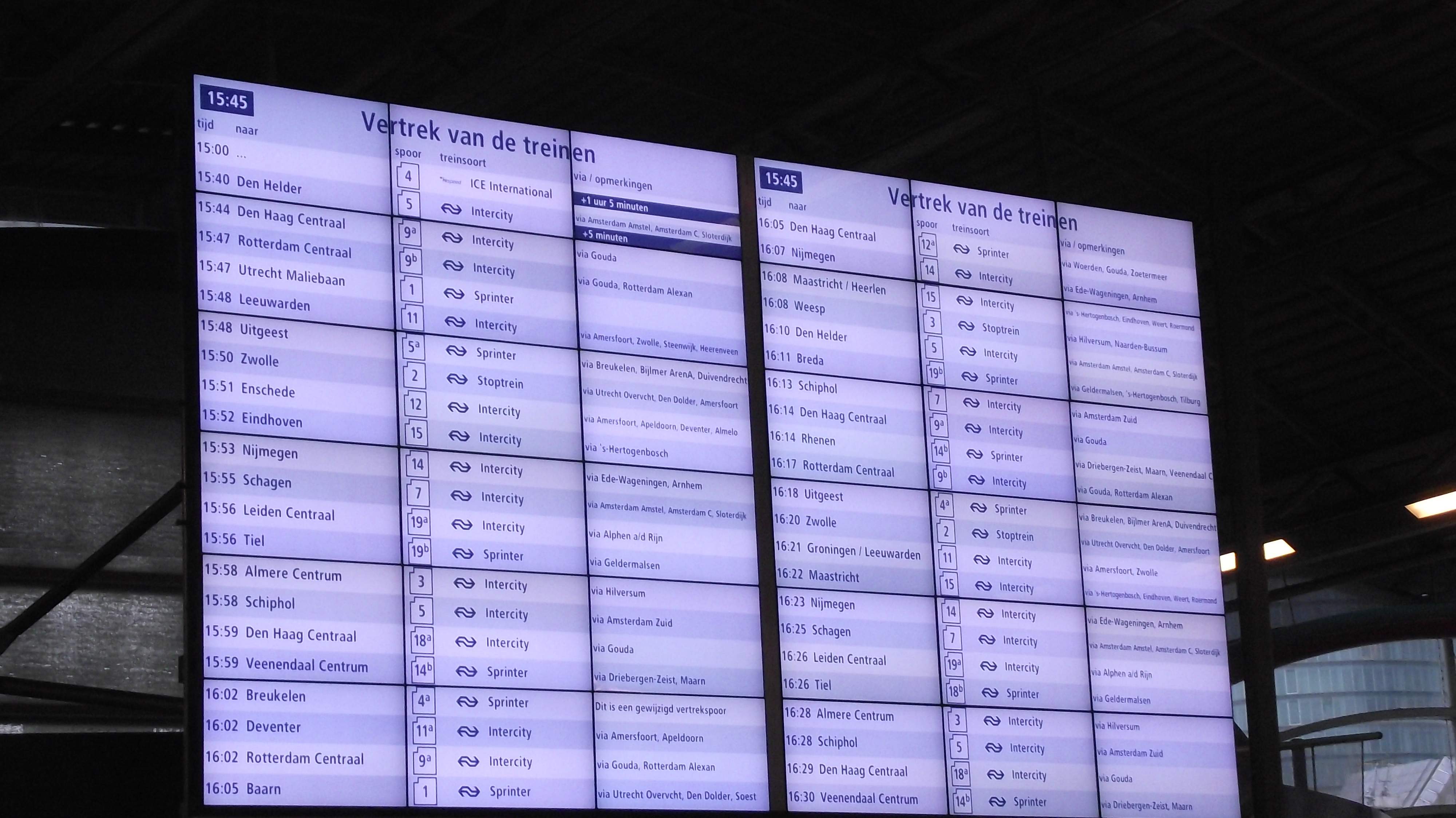
Tablón de llegadas y salidas de trenes de Utrecht

Desde la estación operan diferentes servicios de ámbito nacional o internacional, prestados por la operadora NS.

### Servicios internacionales
- ICE Ámsterdam - Utrecht - Arnhem - Colonia - Fráncfort del Meno-Aeropuerto - Basilea SBB. Un tren diario.
- ICE Ámsterdam - Utrecht - Arnhem - Colonia - Fráncfort del Meno. 6 servicios diarios.
- CityNightLine Ámsterdam - Utrecht - Arnhem - Colonia - Múnich. Un tren diario.
- CityNightLine Ámsterdam - Utrecht - Arnhem - Colonia - Basilea SBB - Zúrich. Un tren diario.

### Servicios nacionales
- InterCity Róterdam - Utrecht - Amersfoort - Zwolle - Leeuwarden. Un tren cada hora.
- InterCity Róterdam - Utrecht - Amersfoort - Zwolle - Groningen. Un tren cada hora.
- InterCity (Schagen) - Alkmaar - Ámsterdam - Utrecht - Eindhoven - Maastricht. Dos trenes cada hora.
- InterCity Schiphol - Utrecht - Eindhoven - Heerlen. Dos trenes cada hora.
- Tren nocturno (nachtnet) Róterdam - La Haya - Ámsterdam - Utrecht. Un tren cada hora.
- InterCity La Haya/Róterdam - Utrecht - Amersfoort - Almelo - Enschede. Dos trenes cada hora.
- InterCity La Haya - Utrecht. Dos trenes cada hora.
- InterCity La Haya - Utrecht - Amersfoort - Amersfoort Schothorst. Dos trenes cada hora.
- InterCity Den Helder - Ámsterdam - Utrecht - Nijmegen. Dos trenes cada hora.
- InterCity Schiphol - Utrecht - Nijmegen. Dos trenes cada hora.
- InterCity Utrecht - Hilversum - Almere. Dos trenes cada hora.
- InterCity Leiden - Alphen aan den Rijn - Utrecht. Dos trenes cada hora.
- Tren nocturno (nachtnet) Utrecht - 's-Hertogenbosch - Eindhoven. Un tren cada hora durante los fines de semana.
- Regional (sprinter) Utrecht - Baarn. Dos trenes cada hora.
- Regional (stoptrein) Utrecht - Amersfoort - Zwolle. Dos trenes cada hora.
- Regional (stoptrein) Utrecht - Hilversum - Schiphol - Leiden. Dos trenes cada hora.
- Regional (stoptrein) Utrecht - Geldermalsen - Tiel. Dos trenes cada hora.
- Regional (sprinter) Breukelen - Utrecht - Rhenen. Dos trenes cada hora.
- Regional (sprinter) The Hague - Gouda - Utrecht. Dos trenes cada hora.
- Regional (sprinter) Utrecht - Geldermalsen - 's-Hertogenbosch - Tilburg - Breda. Dos trenes cada hora.
- Regional (sprinter) (Ámsterdam-) Breukelen - Utrecht (- Veenendaal Centrum). Dos trenes cada hora.
- Regional (stoptrein) Utrecht - Utrecht Maliebaan (Museo del Ferrocarril) - Utrecht . Un tren cada hora.
- Regional (sprinter) Woerden - Utrecht. Dos trenes cada hora.